# Хазара
Хазара (хазарагі, хазарійський діалект мови дарі; перс. هزارگی) — іранська мова (за іншими даними наріччя мови дарі). Поширена в області Хазараджат Афганістану. Носії хазара, хазарейці, є нащадками одного з підрозділів військ Чингісхана.
Загальна чисельність мовців — 2 210 000 осіб (2000).
Лексика хазара характеризується наявністю значного монгольського субстрату.